# 카를 오르프

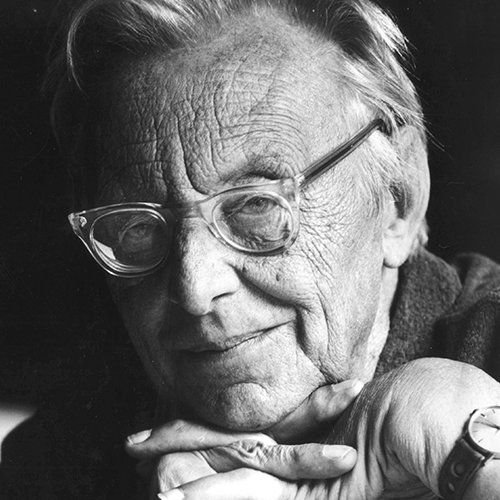

카를 오르프(Carl Orff, 1895년 7월 10일 ~ 1982년 3월 29일)는 독일의 작곡가이자 음악 교육가이다. 뮌헨에서 출생하였으며 뮌헨 음악 대학을 졸업한 후 제1차 세계 대전에 참전하였다. 그 후 독일의 여러 가극장에서 지휘자로 일하는 한편, 음악 교육에 전력하였다. 오르프 악기를 만든 사람이다.
특히 어린이들의 음악 교육을 중요하게 여겨 특별한 리듬 교육을 주장하였다. 그의 작품은 현대 음악의 일반적인 경향인 복잡화의 방향과는 전혀 다르게 음악 요소의 모든 것을 단순화하였고, 같은 화음과 리듬의 집요한 되풀이에 의하여 음악의 원시적인 감각을 나타내고자 하였다. 작품으로 3부작의 무대 형식 칸타타인 〈카르미나 부라나〉, 〈아프로디테의 승리〉, 〈카토리 카르미나〉등이 있다.